# Ахмар (горы)
Ахмар — горный хребет Эфиопского нагорья, расположенный в восточной части региона Оромия, в центре Эфиопии. Длина хребта около 200 км. Наивысшей точкой является гора Кундудо (2985 метров).
Рельеф гор Ахмар характеризуется плато, скалистыми расчленёнными горами, глубокими долинами, ущельями и равнинами. Климат района характеризуется бимодальным распределением осадков с коротким сезоном дождей с февраля по май, продолжительными дождями с июля по сентябрь и продолжительным сухим периодом с октября по январь.